# Tanira
Tanira (grč. Thannyras) je zajedno s Pausirom vladao kao satrap Egipta u službi Perzijskog Carstva. Vladao je u doba velikog kralja Artakserksa I., odnosno sredinom 5. stoljeća pr. Kr. Tanira je bio sin Inara koji se 460. pr. Kr. zajedno s Amirtejom I. pobunio protiv perzijske vlasti, nakon čega su zajedno vladali Egiptom šest godina. Perzijski vladar Artakserkso I. poslao je sirijskog satrapa Megabiza II. da uguši pobunu, što mu uspjeva 454. pr. Kr. Nakon toga Herodot tvrdi kako su Perzijanci na mjestu egipatskog satrapa imenovali sinove navedenih pobunjenika; Taniru i Pausira. Budući kako je Tanirov otac Inar kao pobunjenik vladao Marejom (područjem zapadno od moderne Aleksandrije), a njegov saveznik Amirtej I. područjem oko grada Saisa, pretpostavlja se kako su Tanira odnosno Pausir vladali istim dijelovima Egipta. Kao sljedeći satrap Egipta spominje se perzijski princ Arsam, koji je vladao od oko 428. pr. Kr. sve do 404. pr. Kr. kada se Egipat pod vodstvom Pausirovog oca Amirteja II. osamostaljuje.

## Poveznice
- Artakserkso I.
- Inar
- Pausir
- Arsam

| Prethodnik:                                                                                         | Satrap Egipta (zapadni dio) (454. - cca 428. pr. Kr.) | Nasljednik:                     |
| Ahemen (484. - 460. pr. Kr.) ____________________ Amirtejova i Inarova pobuna (460. - 454. pr. Kr.) | Satrap Egipta (zapadni dio) (454. - cca 428. pr. Kr.) | Arsam (cca 428. - 404. pr. Kr.) |

## Vanjske poveznice
- Herodot, III. 15.
- Drevni Egipat: Perzijska satrapija (Reshafim.org)  Arhivirana inačica izvorne stranice od 20. studenoga 2009. (Wayback Machine)